# Catedral de Santo Tomás Moro (Arlington)
La Catedral de Santo Tomás Moro o simplemente Catedral de Arlington (en inglés: Cathedral of Saint Thomas More) es la catedral católica de la diócesis de Arlington, Virginia en Estados Unidos y sede episcopal del obispo Paul S. Loverde. El Rev. Robert J. Rippy ha sido el rector desde 2005. 
La catedral también tiene una vicario parroquial, dos sacerdotes residentes, un director de Educación Religiosa, un ministro de la Juventud y un coordinador de Música y Liturgia.

## Arquitectura
La catedral es un diseño moderno y fue construida con un plano de planta basílica. El exterior es de ladrillo rojo con tres puertas en la parte delantera. Las puertas son de poca profundidad con forma de pórticos con arcos de cañón que se extienden hasta el techo y que contienen un vitral encima de cada puerta. El santuario alberga un órgano Moeller con 28 filas de tubos instalados en 1961. El órgano fue rediseñado y ampliado a 53 filas en 1980 por el fabricante de órganos Robert Wyant. Wyant sirvió como organista de la catedral a partir de 1964, después de dos años como organista asistente, hasta su retiro en 1998.

## Véase también

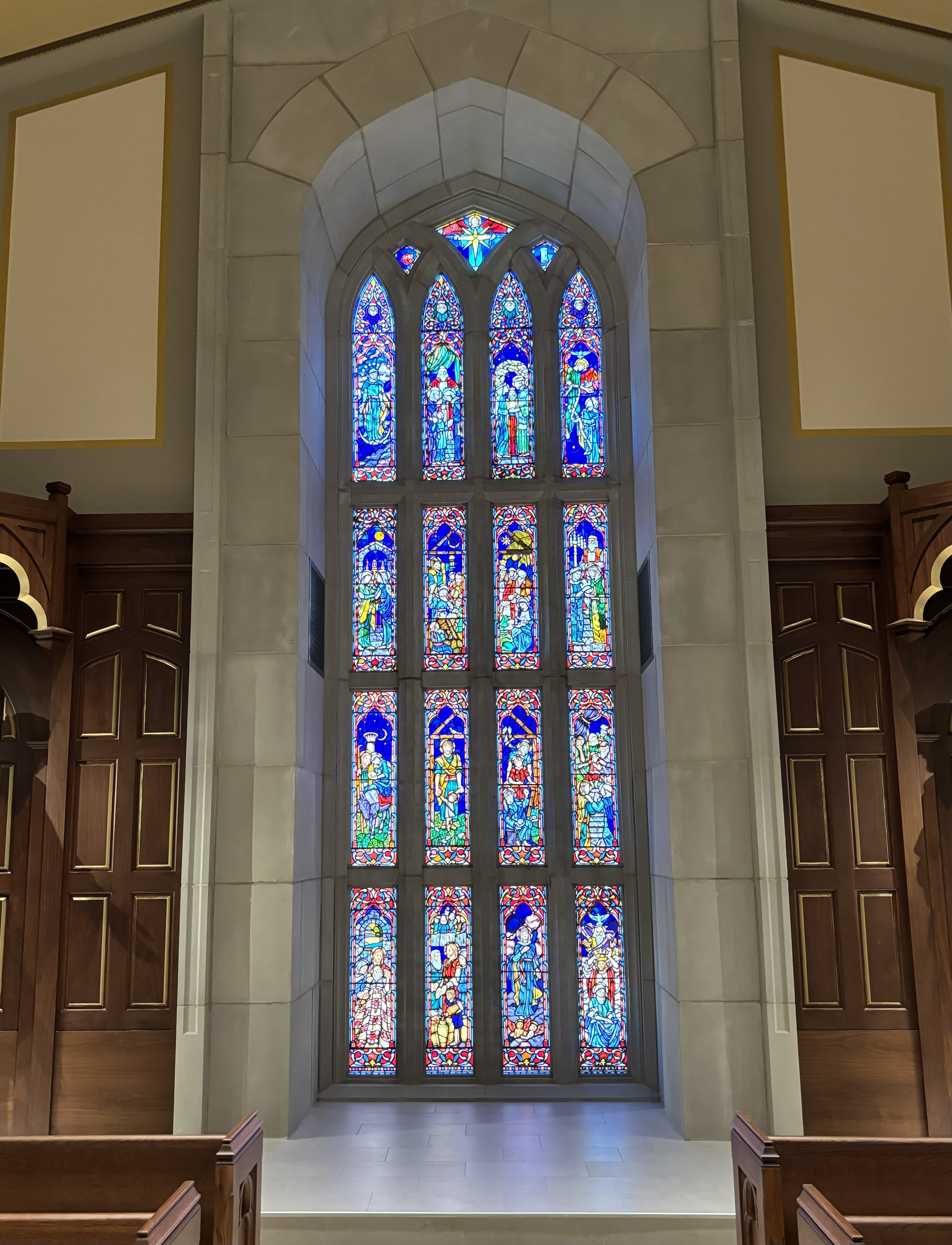
Vista interna